# Seven de Estados Unidos 2010
El Seven de Estados Unidos de 2010 fue la séptima edición del torneo estadounidense de rugby 7, fue el cuarto torneo de la temporada 2009-10 de la Serie Mundial Masculina de Rugby 7.
Se disputó en la instalaciones del Sam Boyd Stadium de Las Vegas, Nevada.

## Fase de grupos

### Grupo A
| Equipo        | Encuentros | Encuentros | Encuentros | Encuentros | Tantos  | Tantos    | Tantos     | Puntos |
| Equipo        | jugados    | ganados    | empatados  | perdidos   | a favor | en contra | diferencia | Puntos |
| ------------- | ---------- | ---------- | ---------- | ---------- | ------- | --------- | ---------- | ------ |
| Nueva Zelanda | 3          | 3          | 0          | 0          | 92      | 19        | +73        | 9      |
| Australia     | 3          | 2          | 0          | 1          | 78      | 7         | +61        | 7      |
| Francia       | 3          | 0          | 1          | 2          | 24      | 81        | –57        | 4      |
| Guyana        | 3          | 0          | 1          | 2          | 12      | 94        | –82        | 4      |

Nota: Se otorgan 3 puntos al equipo que gane un partido, 2 al que empate y 1 al que pierda

### Grupo B
| Equipo         | Encuentros | Encuentros | Encuentros | Encuentros | Tantos  | Tantos    | Tantos     | Puntos |
| Equipo         | jugados    | ganados    | empatados  | perdidos   | a favor | en contra | diferencia | Puntos |
| -------------- | ---------- | ---------- | ---------- | ---------- | ------- | --------- | ---------- | ------ |
| Fiyi           | 3          | 3          | 0          | 0          | 52      | 29        | +23        | 9      |
| Sudáfrica      | 3          | 2          | 0          | 1          | 71      | 24        | +47        | 7      |
| Estados Unidos | 3          | 1          | 0          | 2          | 50      | 52        | –2         | 5      |
| Canadá         | 3          | 0          | 0          | 3          | 17      | 85        | –68        | 3      |

### Grupo C
| Equipo  | Encuentros | Encuentros | Encuentros | Encuentros | Tantos  | Tantos    | Tantos     | Puntos |
| Equipo  | jugados    | ganados    | empatados  | perdidos   | a favor | en contra | diferencia | Puntos |
| ------- | ---------- | ---------- | ---------- | ---------- | ------- | --------- | ---------- | ------ |
| Samoa   | 3          | 3          | 0          | 0          | 89      | 31        | +58        | 9      |
| Kenia   | 3          | 2          | 0          | 1          | 57      | 26        | +31        | 7      |
| Escocia | 3          | 1          | 0          | 2          | 38      | 68        | –30        | 5      |
| Chile   | 3          | 0          | 0          | 3          | 29      | 88        | –59        | 3      |

### Grupo D
| Equipo     | Encuentros | Encuentros | Encuentros | Encuentros | Tantos  | Tantos    | Tantos     | Puntos |
| Equipo     | jugados    | ganados    | empatados  | perdidos   | a favor | en contra | diferencia | Puntos |
| ---------- | ---------- | ---------- | ---------- | ---------- | ------- | --------- | ---------- | ------ |
| Inglaterra | 3          | 2          | 1          | 0          | 62      | 27        | +35        | 8      |
| Gales      | 3          | 2          | 0          | 1          | 53      | 46        | +7         | 7      |
| Japón      | 3          | 1          | 0          | 2          | 17      | 46        | –29        | 5      |
| Argentina  | 3          | 0          | 1          | 2          | 27      | 40        | –13        | 4      |

## Fase Final

### Cuartos de final
| 14 de febrero | Nueva Zelanda | 12 - 5 | Sudáfrica |  |  |

| 14 de febrero | Inglaterra | 21 - 26 | Kenia |  |  |

| 14 de febrero | Samoa | 17 - 10 | Gales |  |  |

| 14 de febrero | Fiyi | 7 - 28 | Australia |  |  |

### Semifinal
| 14 de febrero | Nueva Zelanda | 21 - 7 | Kenia |  |  |

| 14 de febrero | Samoa | 14 - 12 | Australia |  |  |

### Final
| 14 de febrero | Nueva Zelanda | 12 - 33 | Samoa |  |  |

| Bandera de Samoa       |
| Campeón Samoa          |
| 1º título del circuito |